# Fikri Alican

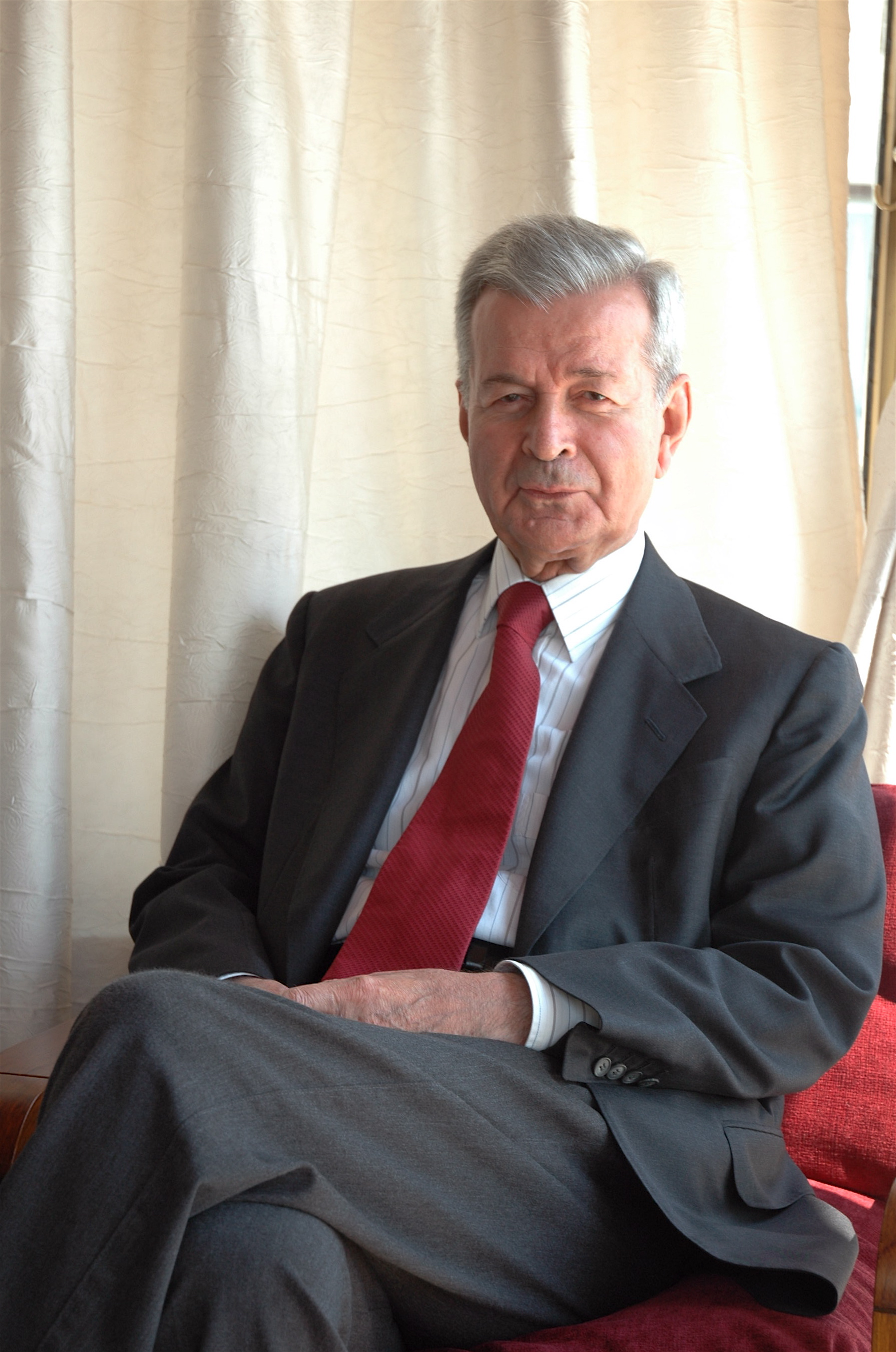
Fikri Alican (2006)

Fikri Alican (* 2. April 1930 in Adapazarı; † 19. August 2015 in Istanbul) war ein türkischer Mediziner und ordentlicher Professor an der Istanbul Üniversitesi.

## Leben

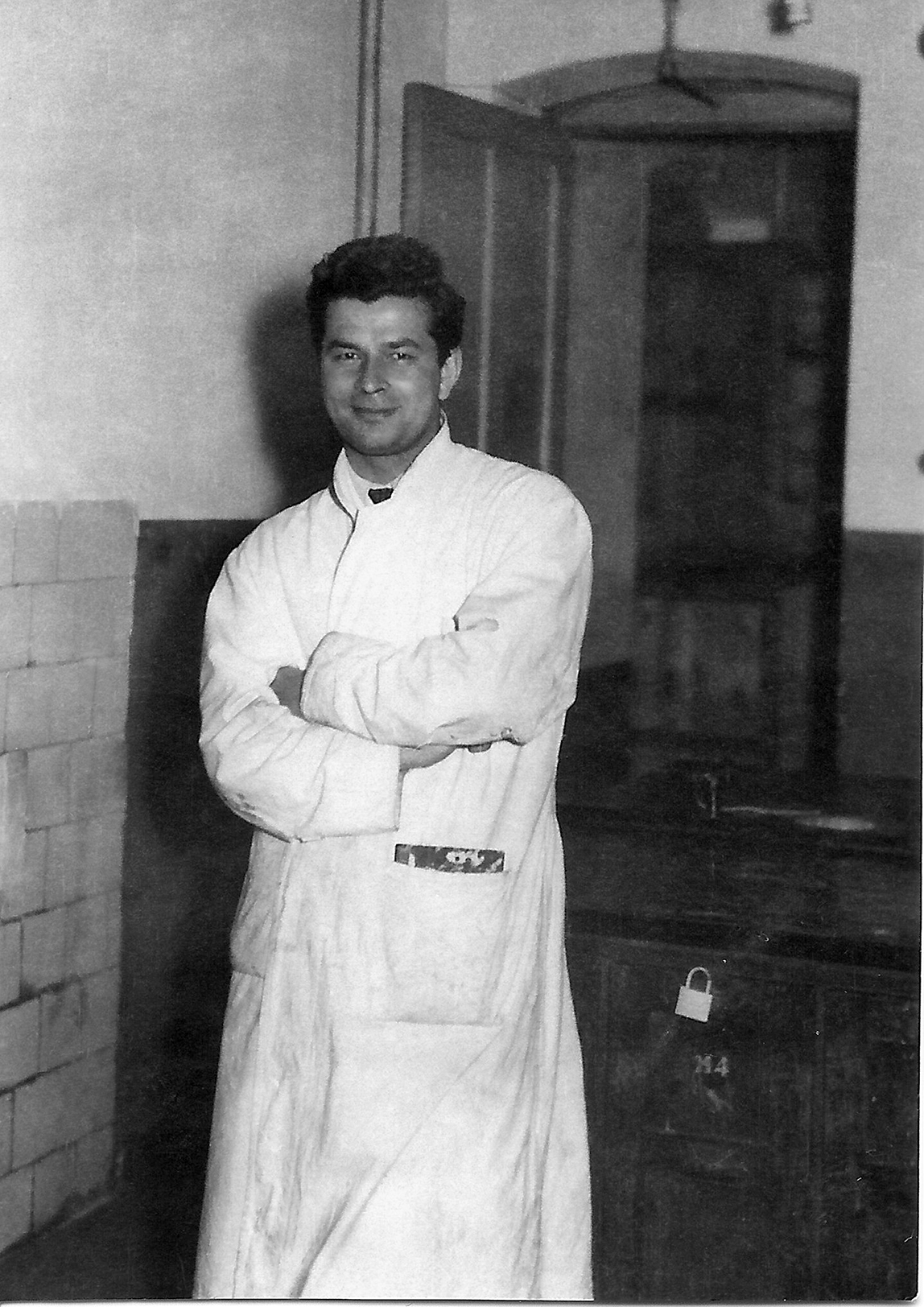
Fikri Alican als Doktorand im Mai 1955

Alican wurde 1929 als Sohn von Hakki und Fahriye Alicanin in Adapazarı im Nordwesten der Türkei geboren. Er verließ seinen Geburtsort nach der Mittelschule, besuchte ein Gymnasium in Istanbul und anschließend bis 1949 das Robert College. 1955 schloss er ein Studium der Humanmedizin an der Istanbul Üniversitesi mit einem Doktor der Medizin ab. Erste praktische Erfahrung sammelte er an der Klinik für Heilbehandlungen und diagnostische Eingriffe der Universität Istanbul (auch Chirurgische Klinik 4), die Şinasi Hakkı Erel leitete. Dort traf er auch seine spätere Frau Halide Ihlamur, die an  der Klinik als Krankenschwester arbeitete.
Nach seiner Ausbildung in Allgemeinchirurgie interessierte sich der junge Mediziner besonders für Transplantationsmedizin. Er wechselte mit einem Fulbright-Stipendium an die University of Mississippi, deren Klinik in den 1960er-Jahren zu den führenden Forschungsinstitutionen in der Transplantationsmedizin gehörte. 1963 wurde hier die erste Lunge transplantiert und 1964 von James D. Hardy das erste Herz in einen menschlichen Körper verpflanzt. Nur wenige Wochen nach seiner Ankunft in Jacksonville im Sommer 1960 machte Alican seiner späteren Ehefrau einen Heiratsantrag und das Paar heiratete im November 1960 in den Vereinigten Staaten. Alican erwarb 1962 einen Master in Physiologie an der University of Mississippi. Er studierte bei Arthur C. Guyton, während er als Stipendiat und Assistent an der von Hardy geleiteten Klinik für Chirurgie arbeitete.
Alican leistete in den 1960er-Jahren bedeutende Beiträge zur Forschung im Bereich der Transplantationsmedizin am University of Mississippi Medical Center (UMMC) und war an den Pionierleistungen von Hardy beteiligt. Er spielte eine wichtige Rolle bei der Entwicklung von Operationstechniken, im Bereich der Physiologie, der Transplantationsbiologie und der Pathophysiologie des Schocks. Alican war er Chirurg am Universitätsklinikum und stellvertretender Direktor des Transplantationsprogramms. Zwanzig Jahre später wurde er Gründungsmitglied der 1991 gegründeten James D. Hardy Society.
Im Jahr 1971 ging Alican zurück nach Istanbul und wurde zum ordentlichen Professor für Allgemeinchirurgie an der Istanbul Üniversitesi berufen, praktizierte ab 1979 aber privat, da sich in dieser Zeit die gesetzlichen Regelungen für ärztliches Lehrpersonal für Arbeiten außerhalb der Universität änderten.
Alican veröffentlichte zahlreiche Artikel und Bücher in englischer und türkischer Sprache. Während sich seine Artikel überwiegend mit Organtransplantation und Physiologie beschäftigen, schrieb er auch Monografien im Bereich der Allgemeinchirurgie, der Krebsforschung und anderer Krankheiten. Dies liegt auch daran, dass sich Alican nach seiner Rückkehr in die Türkei eher allgemeinen Fragen der Chirurgie zuwandte. In seiner Autobiografie aus dem Jahr 2000 schrieb er, dieser Wandel sei vor allem der Knappheit von Forschungsressourcen in dieser Zeit in der Türkei geschuldet. Er merkte an, dass dies nicht nur den Fortschritt bei Studien verzögerte, sondern auch die wissenschaftliche Forschung behinderte, weil die Bibliotheken so schlecht ausgestattet waren. Seine Lösung war die Gründung einer eigenen Bibliothek mit einem umfassenden Katalog mit medizinischen Fachzeitschriften, die er selbst finanzierte. So abonnierte er mehr als 30 Jahre lang persönlich 22 Fachmagazine, ergänzte diese durch Bücher und katalogisierte und inventarisierte diese persönlich.

## Veröffentlichungen

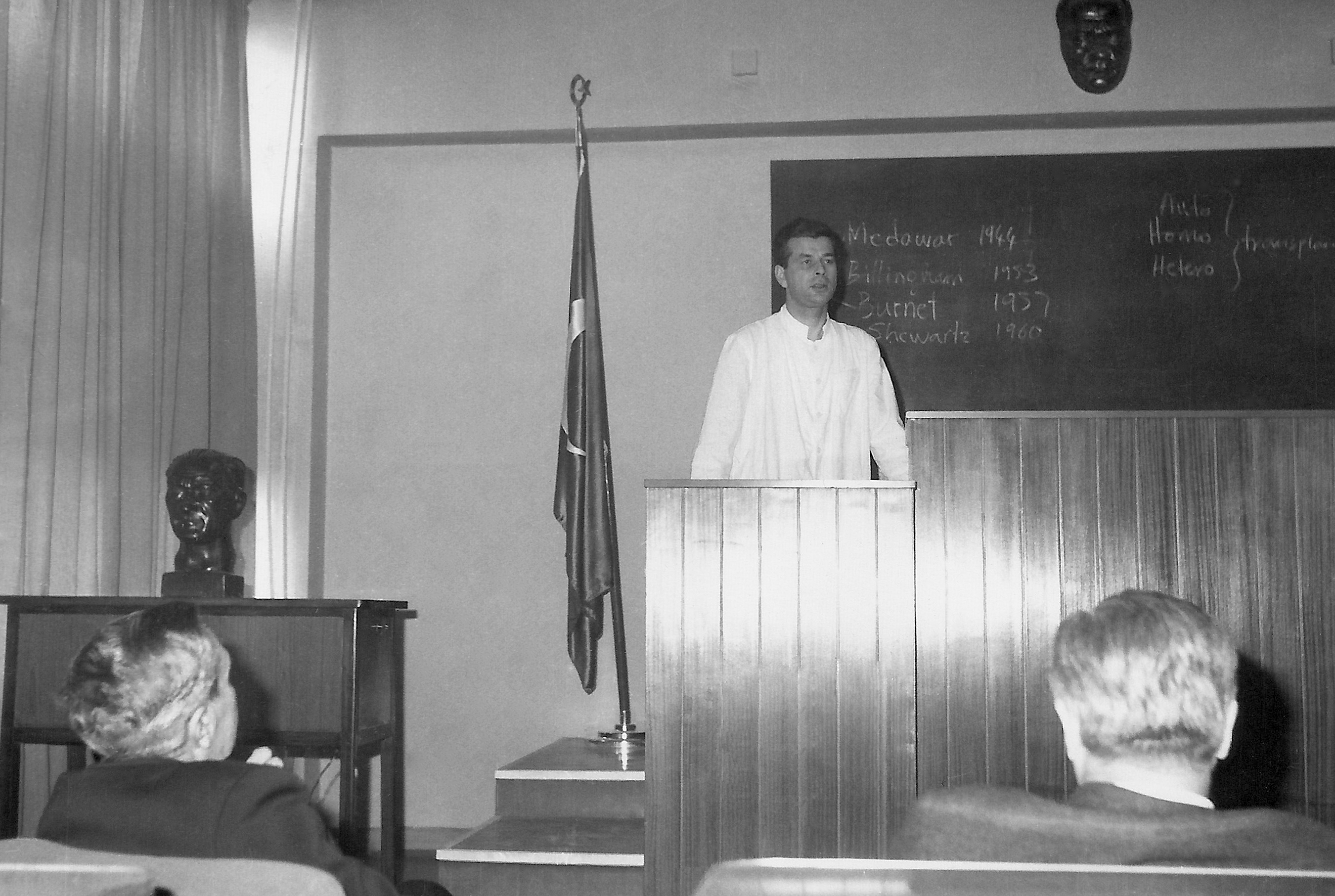
Fikri Alican bei Vorlesungen an der Universität Istanbul in den frühen 1970er-Jahren

### Monografien (Auswahl)
- Anesteziyoloji: Ameliyata Hazırlık, Ameliyat, Ameliyat Sonrası. (= Band 2 von 750 Yataklı Çamlıca Askeri Göğüs Hastalıkları Hastenesi Yayınları), Istanbul 1960
- Ameliyata Hazırlık, Anestezi, Ameliyat Sonrası Bakımı. Kasımpaşa Deniz Hastanesi Yayınevi, Istanbul 1968
- Transplantasyon Biyolojisi: Hızla Gelişmekte Olan Yeni Bir Bilim İstanbul Üniversitesi Tıp Fakültesi, Istanbul 1968
- Kanser. Avrupa Tıp Kitapçılık, Istanbul 1993
- Meme Hastalıkları. Avrupa Tıp Kitapçılık, Istanbul 1993
- Transplantasyon. Avrupa Tıp Kitapçılık, Istanbul 1993
- Cerrahi Dersleri. 3 Bände, Dünya Tıp Kitabevi, Istanbul, 1994/95
- Meme Kanseri: Değişen Kavramlar ve Güncel Tedaviler. Avrupa Tıp Kitapçılık, Istanbul 1996
- Koca Meşe'nin Gölgesi. Doğan Kitap, Istanbul 2000, ISBN 978-9-7567-7047-4
- Genel Cerrahi. 2 Bände, Nobel Tıp Kitabevleri, Istanbul 2007

### Artikel (Auswahl)
- mit James D. Hardy: Mechanisms of Shock as Reflected in Studies of Lymph of Abdominal Organs. In: Surgery, Gynecology & Obstetrics. Vol. 113, Dezember 1961, S. 743–756
- mit James D. Hardy: Relationship and Significance of the Levels of Direct Bilirubin, Indirect Bilirubin, and Alkaline Phosphatase in Lymph, Blood, and Urine After Ligation of the Common Bile Duct. In: Surgical Forum. Vol. 12, 1961, S. 337–339
- mit James D. Hardy: Ischemic Gangrene without Major Organic Vascular Occlusion: An Enlarging Concept. In: Surgery, Vol. 50, Nr. 1, Juli 1961, S. 107–114
- A Sensitive Method for Recording Lymph Flow: Observations on the Dynamics of Hepatosplanchnic Blood and Lymph. in: The Journal of Surgical Research, Vol. 2, Nr. 2, März 1962, S. 104–109 (doi:10.1016/S0022-4804(62)80004-3)
- Pathophysiology of Endotoxin Shock: Clinical Observations and Experimental Studies. In: The American Journal of the Medical Sciences, Vol. 244, Nr. 2, August 1962, S. 237–257 (doi:10.1097/00000441-196208000-00014)
- mit James D. Hardy: Lymphatic Transport of Bile Pigments and Alkaline Phosphatase in Experimental Common Duct Obstruction. In: Surgery. Vol. 52, Nr. 2, August 1962, S. 366–372
- mit James D. Hardy: Sympatho-Adrenal System in Endotoxin Shock. In: Surgical Forum, Vol. 13, 1962, S. 8–10
- mit James D. Hardy, Martin L. Dalton Jr.: Experimental Endotoxin Shock: Circulatory Changes with Emphasis upon Cardiac Function. In: The American Journal of Surgery, Vol. 103, Nr. 6, Juni 1962, S. 702–708 (doi:10.1016/0002-9610(62)90249-0)
- mit James D. Hardy: Lung Reimplantation: Effect on Respiratory Pattern and Function. In: JAMA, Vol. 183, Nr. 10, 9. März 1963, S. 849–853 (doi:10.1001/jama.1963.63700100001013)
- mit James D. Hardy, Şadan Eraslan, Martin L. Dalton Jr., Manson Don Turner: Re-Implantation and Homotransplantation of the Lung: Laboratory Studies and Clinical Potential. In: Annals of Surgery. Vol. 157, Mai 1963, S. 707–718 (doi:10.1097/00000658-196305000-00005)
- mit James D. Hardy: Lung Transplantation. In: Advances in Surgery. Vol. 2, 1966, S. 235–264
- Experimental Orthotopic Liver Transplantation: Experience with 150 Dogs. In: New Istanbul Contribution to Clinical Science. Vol. 9, Nr. 3, 1967, S. 71–98
- Köpekte Total Hepatektomiden Sonra Karaciğerin Tekrar Yerine Takılması. In: Türk Tıp Cemiyeti Mecmuası. Vol. 33, Nr. 4, April 1967, S. 209–226
- Eksperimantal Karaciğer Homotransplantasyonu. In: Türk Tıp Cemiyeti Mecmuası. Vol. 33, Nr. 5, Mai 1967, S. 296–311
- mit James D. Hardy: Eksperimantal Akciğer Transplantasyonu: Teknik, Fizyolojik ve İmmünolojik Problemler. In: Türk Tıp Cemiyeti Mecmuası, Vol. 33, Nr. 6, Juni 1967, S. 319–329
- mit James D. Hardy: Replantation of the Liver in Dogs. In: The Journal of Surgical Research. Vol. 7, Nr. 8, August 1967, S. 368–375 (doi:10.1016/0022-4804(67)90080-7)
- mit James D. Hardy: A Description of the Course of Long-Term Survivors of Dog Liver Replantation. In: Surgical Forum, Vol. 20, 1969, S. 365–367
- The Present Status of Lung Transplantation. In: Journal of the Tennessee Medical Association. Vol. 63, Nr. 12, Dezember 1970, S. 1011–1021
- Surgical Grand Rounds from the University of Mississippi Medical Center. In: Southern Medical Journal, Vol. 63, Nr. 9, September 1970, S. 1021–1029 (doi:10.1097/00007611-197009000-00009)
- mit Mukadder Çayırlı, Virginia Keith: Fibrinolytic Activity Following Experimental Procedures on the Liver. In: Archives of Surgery. Vol. 101, Nr. 5, November 1970, S. 590–595 (doi:10.1001/archsurg.1970.01340290046010)
- mit James D. Hardy, Patricia C. Moynihan, Hilary H. Timmis, Carlos M. Chavez, J. T. Davis, Pandeli Anas: A Case of Clinical Lung Allotransplantation. In: The Journal of Thoracic and Cardiovascular Surgery. Vol. 60, Nr. 3, September 1970, S. 411–426
- mit Orhan Şaşmaz, Ispiro Petridis: Hematoma of the Rectus Abdominis Muscle. In: Archives of Surgery, Vol. 100, Nr. 1, Januar 1970, S. 8–10 (doi:10.1001/archsurg.1970.01340190010004)
- mit Manson Don Turner: Successful 20-Hour Storage of the Canine Liver by Continuous Hypothermic Perfusion. In: Cryobiology. Vol. 6, Nr. 4, Januar/Februar 1970, S. 293–301 (doi:10.1016/s0011-2240(70)80083-9)
- mit James D. Hardy, Mukadder Çayırlı, Joseph E. Varner, Patricia C. Moynihan, Manson Don Turner, Pandeli Anas: Intestinal Transplantation: Laboratory Experience and Report of a Clinical Case. In: The American Journal of Surgery, Vol. 121, Nr. 2, Februar 1971, S. 150–159 (doi:10.1016/0002-9610(71)90092-4)
- mit James D. Hardy, Mukadder Çayırlı, Erol Işın: One-Stage Replantation of Both Lungs in the Dog. In: JAMA. Vol. 215, Nr. 8, 22. Februar 1971, S. 1301–1306 (doi:10.1001/jama.1971.03180210047009)
- mit James D. Hardy, Mukadder Çayırlı, Erol Işın: Feasibility of Simultaneous Bilateral Lung Replantation. In: Transplantation Proceedings, Vol. 3, Nr. 1, März 1971, S. 524–526
- mit James D. Hardy, Mukadder Çayırlı, Erol Işın: Surgical Technique of One-Stage Bilateral Lung Reimplantation in the Dog. In: The Journal of Thoracic and Cardiovascular Surgery, Vol. 61, Nr. 6, Juni 1971, S. 847–856
- mit James D. Hardy, Mukadder Çayırlı, Erol Işın: Left Lung Replantation with Immediate Right Pulmonary Artery Ligation. In: Annals of Surgery, Vol. 174, Nr. 1, Juli 1971, S. 34–43 (doi:10.1097/00000658-197107010-00006)
- mit Mukadder Çayırlı, Virginia Keith: One-Stage Hepatectomy in the Dog with Restoration of the Vena Cava by End-to-End Anastomosis. In: Surgery, Vol. 69, Nr. 3, März 1971, S. 427–432
- mit Erol Işın, John V. Cockrell: One-Stage Allotransplantation of Both Lungs in the Dog. In: Annals of Surgery. Vol. 177, Nr. 2, Februar 1973, S. 193–198 (doi:10.1097/00000658-197302000-00012)